# 田中英行
田中 英行（たなか ひでゆき、1942年2月17日 - ）は、アニメーション音響監督。東京都出身。オーディオ・タナカ代表。

## 人物
1962年、大学3年生の春休みの20歳の時にアルバイトとして、番町スタジオに入る。その時はただのアルバイトのつもりだったが、ある人物から「そのまま就職して欲しい」と言われた。学校が1年残っていたが、映画がタダで見られると思ったこと、アルバイト代も沢山もらえたため、「これだけお金がもらえるなら入社しちゃえ」と思い、大学を中退して、番町スタジオに入社。入社後に半分くらいに減ってしまい、「これならずっとアルバイトでいれば良かった」と思ったという。番町スタジオに入社して1年間は映写の仕事をしていた。最初に携わった作品は、録音助手としてであり、外国ドラマ『バークにまかせろ』だった。
番町スタジオに入社して3年目にミキサーをするようになり、その後、アニメーション作品に参加するようになった。

## 参加作品
※特筆のないものは全て音響監督としての参加

### テレビアニメ
1970年
- あしたのジョー（調整）

1973年
- ドラえもん（調整）

1975年
- ドン・チャック物語（調整）
- 一休さん（選曲）

1976年
- 大空魔竜ガイキング（調整）

1981年
- Dr.スランプ アラレちゃん（録音）

1982年
- Dr.スランプアラレちゃん ペンギン村英雄伝説（録音）
- 新みつばちマーヤの冒険

1984年
- 北斗の拳（選曲）

1985年
- へーい!ブンブー
- ゲゲゲの鬼太郎（第3作）（選曲）

1989年
- 天空戦記シュラト
- アイドル伝説えり子
- 魁!!男塾（選曲）

1990年
- アイドル天使ようこそようこ
- NG騎士ラムネ&40
- キャッ党忍伝てやんでえ

1991年
- ジャンケンマン

1992年
- 花の魔法使いマリーベル
- ファンタジーアドベンチャー 長靴をはいた猫の冒険
- 宇宙の騎士テッカマンブレード

1994年
- 覇王大系リューナイト

1995年
- 新世紀エヴァンゲリオン

1996年
- 機動戦艦ナデシコ
- セイバーマリオネット J
- VS騎士ラムネ&40炎（音響監督、ドン・ハルマゲ（第1話の再録分のみ））
- 爆走兄弟レッツ&ゴー!!

1997年
- 少女革命ウテナ
- 爆走兄弟レッツ&ゴー!!WGP

1998年
- アキハバラ電脳組
- 快傑蒸気探偵団 TV ANIMATION SERIES（オーディオ演出）
- 時空転抄ナスカ
- 爆走兄弟レッツ&ゴー!!MAX

1999年
- へっぽこ実験アニメーション エクセル♥サーガ
- 爆球連発!!スーパービーダマン

2000年
- BOYS BE…（音響演出）
- 闇の末裔（音響・演出）

2001年
- 新白雪姫伝説プリーティア
- 電脳冒険記ウェブダイバー
- ののちゃん

2003年
- 宇宙のステルヴィア
- 魔法遣いに大切なこと

2004年
- Wind -a breath of heart-

2005年
- ガイキング LEGEND OF DAIKU-MARYU

2006年
- 働きマン
- ラブゲッCHU 〜ミラクル声優白書〜

2011年
- ドラゴンボール改（選曲）※作中音楽差し替え版のみ

### 劇場アニメ
1985年
- ゲゲゲの鬼太郎（選曲）

1992年
- 花の魔法使いマリーベル　フェニックスのかぎ

1997年
- 新世紀エヴァンゲリオン劇場版 シト新生
- 新世紀エヴァンゲリオン劇場版 Air/まごころを、君に
- 爆走兄弟レッツ&ゴー!!WGP 暴走ミニ四駆大追跡!

1998年
- 機動戦艦ナデシコ -The prince of darkness-

1999年
- アキハバラ電脳組 2011年の夏休み
- 少女革命ウテナ アドゥレセンス黙示録

2002年
- ギルステイン

### OVA
1990年
- 新カラテ地獄変

1991年
- NG騎士ラムネ&40 EX ビクビクトライアングル 愛の嵐大作戦
- JINGI 仁義

1992年
- シークエンス
- ウルフガイ
- KO世紀ビースト三獣士
- ジャンケンマン 怪獣大決戦
- JINGI 仁義 隅田川頂上作戦
- ぷりんせすARMY -ウエディング★COMBAT-

1993年
- アイドル防衛隊ハミングバード
- NG騎士ラムネ&40 DX ワクワク時空 炎の大捜査戦
- KO世紀ビースト三獣士II

1994年
- 覇王大系リューナイト アデュー・レジェンド
- 宇宙の騎士テッカマンブレードII

1997年
- 超光速グランドール
- VS騎士ラムネ&40FRESH

1998年
- ゲキ・ガンガー3 熱血大決戦!!

2000年
- 天使禁猟区

2003年
- こみっくパーティー Revolution

2005年
- 永遠のアセリア 「求め」の声

2006年
- 永遠のアセリア 動き出した宿命

### Webアニメ
- おあむ物語 その夏、わたしが知ったこと（2018年）
- いつか会えるキミに（2018年）

### ゲーム
1998年
- ダブルキャスト（オーディオ・演出）
- 季節を抱きしめて（オーディオ・演出）
- サンパギータ（オーディオ・演出）
- 雪割りの花（オーディオ・演出）

2000年
- スキャンダル

2002年
- サーヴィランス 監視者

2003年
- アークザラッド 精霊の黄昏

### ドラマCD
- ぷりんせすARMYシリーズ（演出）
  - ぷりんせすARMY
  - ぷりんせすARMY 2nd/そして、始まり…
  - ぷりんせすARMY ファイナル

### その他
- なんちゃってバンパイヤン（1999年）
- スライム冒険記 ～海だ、イエー～（1999年）

## 舞台音響
- 劇団すごろく
- 劇団ふくわらい
- 劇団21世紀FOX
- 劇団K-Show
- 東京桜組
- 演劇部隊ChatterGang
- 乙女企画クロジ
- 演劇企画CRANQ
- 遊々団ブランシャ